# Buia

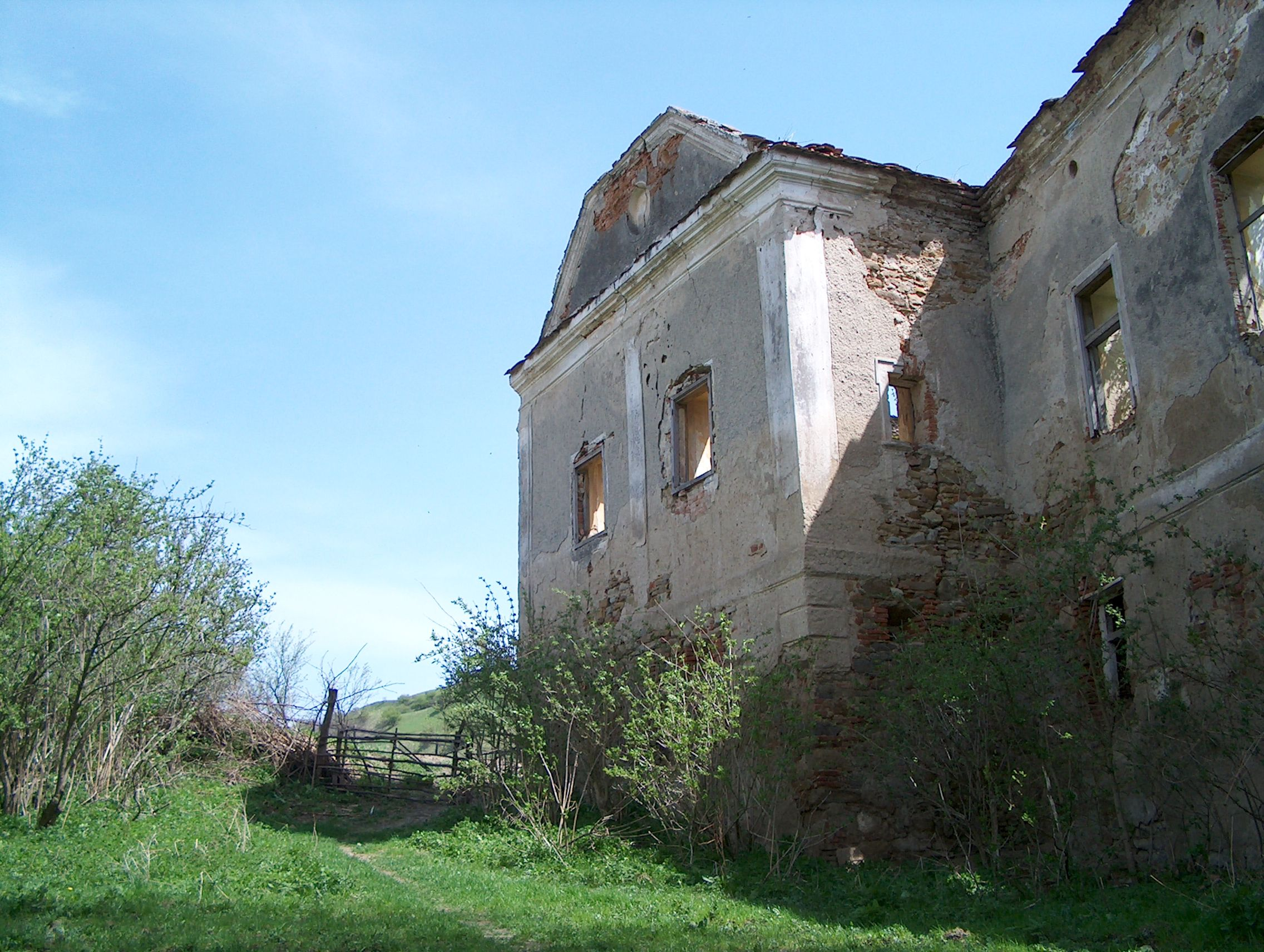
Ruine des Schlosses Lulay-Thobiassy-Pempfflinger, ehemals im Besitz der Familie Bolyai

Buia (veraltet Bulia; deutsch Bell, ungarisch Bólya, siebenbürgisch-sächsisch Bäll) ist ein Dorf im Kreis Sibiu in der Region Siebenbürgen in Rumänien.
Der Ort ist auch unter den deutschen Bezeichnungen Boll und Boel, den ungarischen Alsóbólya, Felsőbólya und Nagybólya und der siebenbürgisch-sächsischen Bezeichnung Bell bekannt.
Das Dorf liegt im Kaltbachtal (rum. Calva), etwa 54 Kilometer nordnordöstlich von Hermannstadt, 30 km südwestlich von Mediasch und gehört zur Gemeinde Șeica Mare (Marktschelken).

## Bevölkerung
Im Jahr 1850 hatte das Dorf 1112 Einwohner, davon waren 613 Rumänen, 210 Deutsche, 169 Ungarn, 74 Roma und 35 Juden. 687 Personen bekannten sich zur Griechisch-Katholischen Kirche, 209 gehörten der sächsischen evangelischen Landeskirche an, 147 zur ungarischen reformierten Kirche, 35 waren jüdischen Glaubens und 34 römisch-katholisch.
Im Jahr 1900 hatte das Dorf 1167 Einwohner, davon 736 Rumänen, 241 Ungarn und 204 Deutsche. 735 waren griechisch-katholisch, 191 evangelisch, 159 katholische, 51 reformiert und 24 jüdischen Glauben. 27 Prozent konnten lesen und schreiben; nur sechs Prozent gaben an, nicht Ungarisch sprechen zu können.
Im Jahr 2002 hatte das Dorf nur mehr 634 Einwohner. Davon deklarierten sich 516 als Rumänen, 104 als Ungarn und 11 als Deutsche. 514 davon waren rumänisch-orthodox und 109 römisch-katholisch.

## Sehenswürdigkeiten
- Die reformierte Kirche, nach unterschiedlichen Angaben im 13.[4] oder im 15. Jahrhundert errichtet, steht unter Denkmalschutz.[5]
- Die Ruine des ehemaligen Stammsitzes der Familie Bolyai (deutsch: Bell), eines für die Geschichte Siebenbürgens bedeutenden ungarischen Adelsgeschlechts deutschen Ursprungs mit dem Stammhaus Kerpen an der Erft. Das ehemalige Schloss im 15. Jahrhundert errichtet, steht unter Denkmalschutz.[5]